# Răchitoasa
Răchitoasa est une commune du județ de Bacău en Roumanie.